# Mandi Granfelt
Amanda Lydia (Mandi) Granfelt, född 12 december 1850 i Lampis, död 10 juli 1926 i Helsingfors, var en finländsk nykterhetsivrare och författare. 
Granfelt övergav läraryrket, som hon utövat under fem år, då hon 1879 ingick äktenskap med folkbildnings- och nykterhetsmannen Axel August Granfelt. Maken hade 1878 blivit sekreterare i Folkupplysningssällskapet och sällskapets kansli kom till följd av detta att stationeras i makarna Granfelts hem. Hon engagerade sig även i Nykterhetens vänners verksamhet och organiserade på 1880-talet tillsammans med ett antal andra kvinnliga lärare, bland dem Alli Trygg och Hilda Käkikoski, nykterhetsundervisning i skolorna. Hon utvecklade undervisningsmetoder och skrev handböcker i ämnet, bland annat Toivon työssä (1905), samt uppbyggelselitteratur för barn och uppfostringsguider.